# Lojane
Lojane (albanisch Llojan oder auch Lojane, mazedonisch Лојане) ist ein albanisches Dorf in Nordmazedonien. Lojane gehört zur Gemeinde Lipkovo (albanisch Likova) und liegt nördlich von Kumanovo direkt an der Grenze zu Serbien gegenüber dem zur Gemeinde Preševo gehörenden Ort Miratovac.
Das Dorf wurde auf einem Bergpass namens „Kulishte“ erbaut. Mit der Zeit jedoch, ging man auch wegen Platzmangels und stetiger Steigerung der Einwohnerzahl immer weiter im Flachland auf den Feldern, was dazu beiträgt, dass im Umkreis von ca. 1 km die Nachbardörfer liegen. Im Norden liegt Miratovac, Preševo (Serbien), im Süden Vaksince, im Westen eine weite Berglandschaft und im Osten der Grenzübergang Tabanovce.

## Bevölkerung
Laut der Volkszählung von 2021 hatte das Dorf insgesamt 1905 Einwohner. 
Die Ethnischen Gruppen in Lojane:
- Albaner: 1858
- Undeklariert: 47

## Geschichte
Lojane ist ein altes Dorf, welches im XIV. Jahrhundert, genauer im Jahre 1332 erwähnt wird.
Die Moschee wurde erst 1816, nachdem das albanische Volk zum Islam konvertierte, erbaut. Später im Jahre 1971, 1987 und 2018 haben daran Renovationsarbeiten stattgefunden.

## Persönlichkeiten
- Ramiz Abdyli (* 1944), Wissenschaftler und Historiker
- Asllan Selmani (1945–2011), Wissenschaftler